# Shahrestān di Ardal
Lo shahrestān di Ardal (farsi شهرستان اردل) è uno dei 7 shahrestān della Provincia di Chahar Mahal e Bakhtiari, in Iran. Il capoluogo è Ardal. Lo shahrestān è suddiviso in 2 circoscrizioni (bakhsh):
- Centrale (بخش مرکزی)
- Miankuh (بخش میانکوه)